# Ensfeld (Mörnsheim)

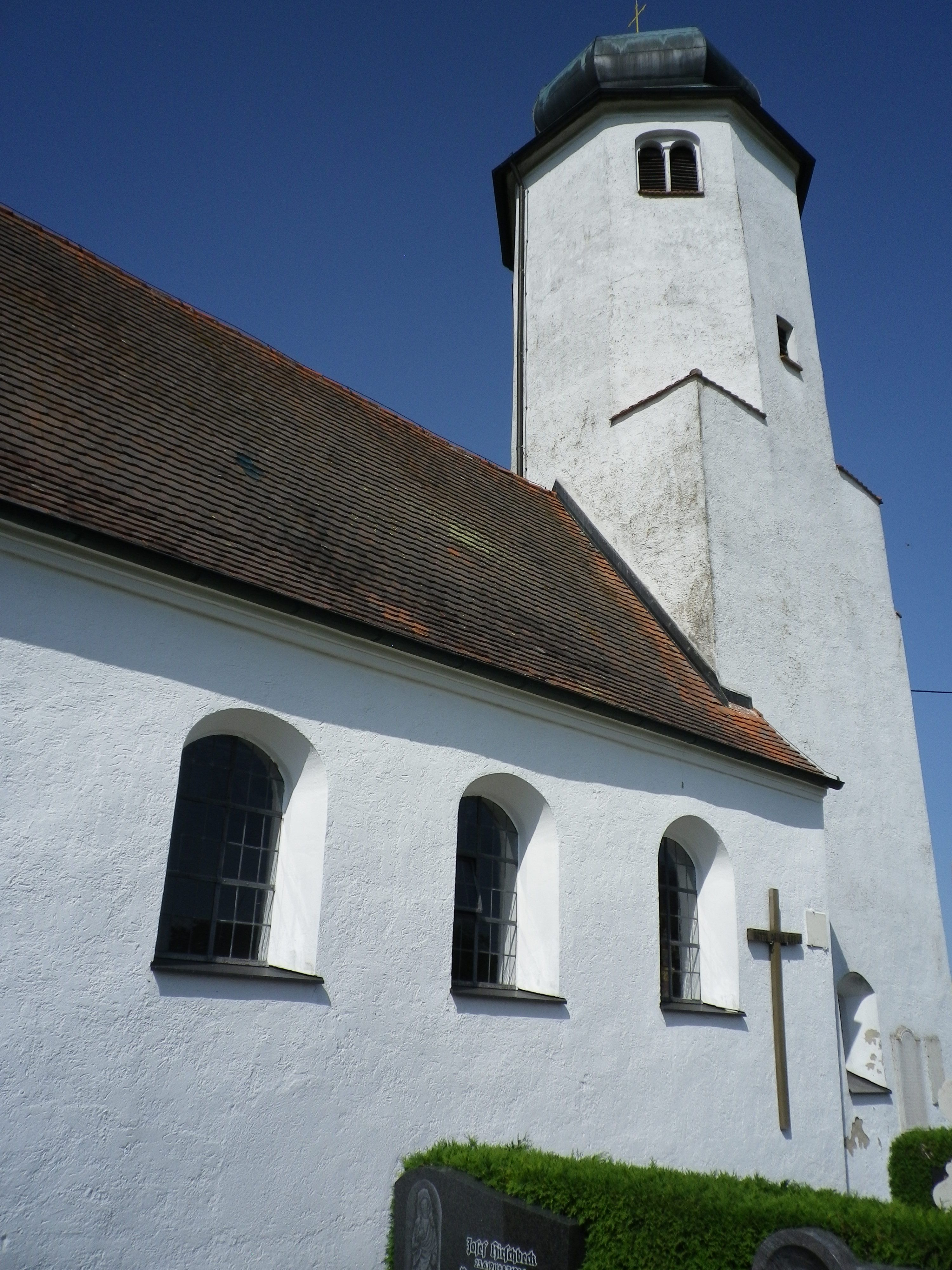
Kirche Sankt Johannes in Ensfeld

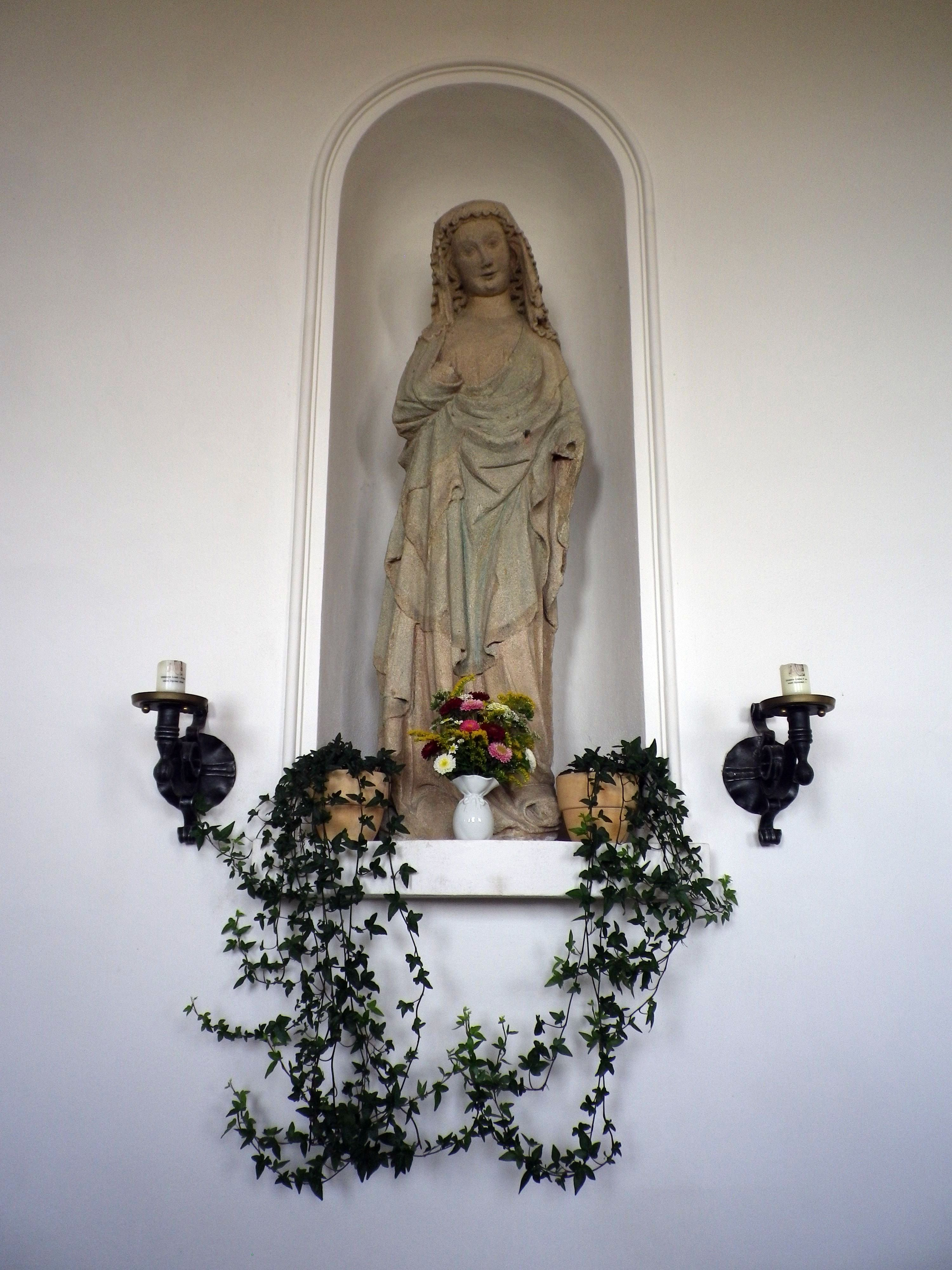
Madonna vom Spindeltal

Ensfeld ist ein Pfarrdorf und Gemeindeteil des Marktes Mörnsheim im Landkreis Eichstätt im Regierungsbezirk Oberbayern in Bayern.
Zur Gemarkung gehört auch noch die Einöde Sonderholzerhof.

## Gemeindezugehörigkeit
Ensfeld gehörte bis zum 1. Juli 1972 zum schwäbischen Landkreis Donauwörth und wurde an diesem Tag im Zuge der Gebietsreform in Bayern dem Landkreis Donau-Ries zugeschlagen, der bis 30. April 1973 Landkreis Nördlingen-Donauwörth benannt war. Am 1. Mai 1978 erfolgte der Wechsel in den oberbayerischen Landkreis Eichstätt und die Eingemeindung in den Markt Mörnsheim.

## Pfarrei
Die katholische Pfarrei Sankt Johannes in Ensfeld gehört zum Pfarrverband Maria End im Dekanat Eichstätt im Bistum Eichstätt. In der Kirche befindet sich eine 1931 in der Ruinenkirche Spindeltal gefundene gotische Madonnenfigur aus Ellinger Buntsandstein. Zur Pfarrei gehört auch der Sonderholzerhof.
Die Protestanten von Ensfeld gehören zur Kirchengemeinde Solnhofen.

## Baudenkmäler
Unter Denkmalschutz stehen zwei Objekte: das ehemalige Pfarrhaus, ein 1781 erbauter zweigeschossiger Steildachbau, und die Katholische Pfarrkirche St. Johannes der Täufer, eine Chorturmanlage aus dem Anfang des 14. Jahrhunderts, verändert 1722 und Turm erhöht 1763. Siehe Liste der Baudenkmäler in Ensfeld.

## Persönlichkeiten
- Andreas Bauch (1908–1985), Theologe, wurde in Ensfeld geboren.